# پمفلینگ
پمفلینگ (به آلمانی: Pemfling) یک شهر در آلمان است که در Cham واقع شده‌است.